# Boru Kedang
Boru Kedang is een bestuurslaag in het regentschap Flores Timur van de provincie Oost-Nusa Tenggara, Indonesië. Boru Kedang telt 983 inwoners (volkstelling 2010).